# Falklandstroom

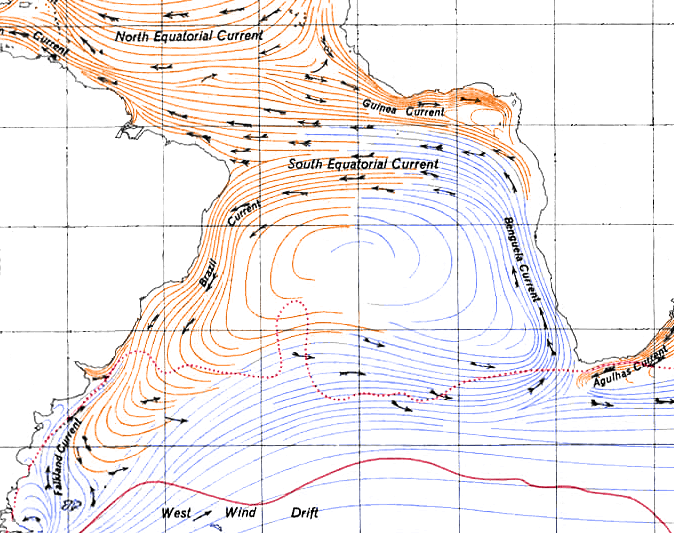
De Falklandstroom loopt naast Argentinië

De Falklandstroom is een oceaanstroom in het zuidelijke deel van de Atlantische Oceaan. Ze loopt noordwaarts, met een snelheid van ongeveer 1 knoop, langs het continentaal plateau van Argentinië tot de monding van de Río de la Plata.
Ze dankt haar naam aan de Falklandeilanden waar ze langs stroomt. De noordelijke begrenzing wordt gegeven door de Braziliëstroom op ongeveer 30 tot 40 graden zuiderbreedte. IJsbergen kunnen vanuit de Weddellzee meegevoerd worden tot ongeveer 35 graden. 